# Sporetus bellus
Sporetus bellus är en skalbaggsart som beskrevs av Monné 1976. Sporetus bellus ingår i släktet Sporetus och familjen långhorningar. Inga underarter finns listade i Catalogue of Life.